# سفير (صالة)
سفير (بالإنجليزية: Sphere) هو مبنى كروي الشكل مخصص للترفيه والحفلات الموسيقية بُني في بارادايس شرق فندق ذا فينيشيان لاس فيغاس بولاية نيفادا. يستوعب 18600 مقعدًا، وكان من المقرر أن يفتتح في 2021، لكن بسبب جائحة فيروس كورونا تأجل إلى 2023.
اُفتُتح سفير في 29 سبتمبر 2023، مع فرقة الروك الأيرلندية يو تو التي بدأت إقامة عروض دورية مكونة من 40 عرضًا تسمى U2: UV Achtung Baby Live at Sphere .

## تاريخ
تم الإعلان عن المشروع، المعروف آنذاك باسم ام اس جي سفير، في فبراير 2018.   كان المشروع في البداية عبارة عن شراكة بين شركة ماديسون سكوير قاردين Madison Square Garden Company (MSG) وشركة لاس فيغاس ساندز Las Vegas Sands Corporation .  يقع سفير قبالة قطاع لاس فيغاس مباشرةً وشرق منتجع البندقية ، الذي افتتحته الشركة في عام 1999  اشترت شركة ابولو قلوبال مانجيمينت فندق ذا فينيشيان في عام 2022 وأصبحت الشريك الجديد لشركة ام اس جي في مشروع سفير، لتحل محل الشركة  كجزء من عملية البيع، تم شراء الأرض الموجودة أسفل منتجع ذا فينيشيان وسفير بواسطة شركة فيشي للأصول العقارية . 

## عملية البناء
أقيم حفل وضع حجر الأساس في 27 سبتمبر 2018، وحضره ما يقرب من 300 شخص، بما في ذلك شيلدون أديلسون من شركة لاس فيغاس ساندز وحاكم ولاية نيفادا بريان ساندوفال.  في نوفمبر 2018، تم الإبلاغ عن أنه سيتم بناء ام اس جي سفير جنبًا إلى جنب مع الحانات الجديدة والأجنحة الخاصة والمتحف ومساحات البيع بالتجزئة. وبدأت شركة AECOM العمل في الموقع في فبراير 2019، من خلال اتفاق مبدئي. عملت شركة AECOM في العديد من الملاعب الأخرى، بما في ذلك T-Mobile Arena في لاس فيغاس. بدأت أعمال التنقيب في مارس 2019. حوالي 110,000 يارد مكعب (84,000 م3) تم حفر التراب والكاليش لتهيئة الموقع للبناء. تم تسمية شركة AECOM كمقاول عام في يونيو 2019. كان المشروع يضم 400 عامل بناء. وكان من المتوقع أن يصل هذا العدد في النهاية إلى ذروة 1500. بدأ بناء الطابق السفلي في يوليو 2019.